# Bosan (métro de Séoul)
Bosan (hangeul : 보산 ; hanja : 保山) est une station de la ligne 1 du métro de Séoul. Elle est située au 2539 Pyeonghwa-ro, sur le territoire de la ville Dongducheon, dans la province Gyeonggi au nord de Séoul en Corée du Sud. Elle dessert notamment Camp Casey (en), une base militaire de Armée de terre des États-Unis.
Ouverte en 2006, elle est desservie par les rames omnibus de la ligne 1.

## Situation sur le réseau

Plan du réseau (2023)

Établie en aérien, Bosan est une station de passage de la ligne 1 du métro de Séoul : elle est située entre la station Dongducheon jungang, en direction du terminus ouest Incheon ou du terminus sud Sinchang via la station de bifurcation Guro, et la station Dongducheon en direction du terminus nord Yeoncheon,.

## Histoire
La station Bosan est mise en service le 15 décembre 2006,.

## Services aux voyageurs

### Accès et accueil
La station dispose de deux accès, un de chaque côté de la station. Le principal étant sur la Pyeonghwa-ro.

### Desserte
Bosan est desservie par les rames omnibus de la ligne 1 du métro de Séoul.

### Intermodalité
À proximité, des arrêts de bus sont desservis par les lignes 1, 1-1, 3, 6, 36, 39, 53, 53-2, 53-3, 53-5, 53-12, 57-1 et 91.

## À proximité
Camp Casey (en), une base militaire américaine, est située à proximité